# Приходьковка
Приходьковка (укр. Приходьківка) — село, относится к Белокуракинскому району Луганской области Украины.
Население по переписи 2001 года составляло 16 человек. Почтовый индекс — 92221. Телефонный код — 6462. Занимает площадь 1 км². Код КОАТУУ — 4420981007.

## Местный совет
92220, Луганська обл., Білокуракинський р-н, с. Олександропіль  (укр.)